# Porcellana platycheles
Porcellana platycheles (Pennant, 1777), conosciuto comunemente come granchio porcellana nonostante non sia un granchio, è un crostaceo decapode appartenente alla famiglia Porcellanidae.

## Descrizione
Corpo dallo spessore di pochi millimetri. Il nome platycheles, cioè "chele piatte", deriva dalla tipica forma delle chele.

## Distribuzione e habitat
È diffuso nel mar Mediterraneo e sul versante orientale dell'oceano Atlantico.
Comune fino a circa 10 metri di profondità, spesso tra la Posidonia oceanica, raro oltre.

## Biologia
Specie sciafila, molto aggressiva.